# Mia Isabella

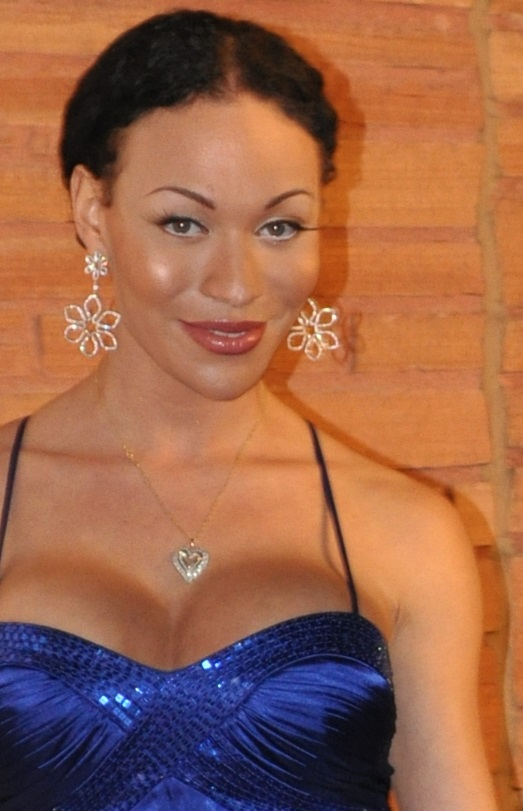
Mia Isabella (2011)

Mia Isabella (* 30. Juli 1985 in Chicago, Illinois) ist eine transsexuelle ehemalige Pornodarstellerin.

## Leben
Mia Isabella wurde in Chicago geboren, verbrachte jedoch den Großteil ihrer Kindheit in Tennessee. Sie hat französisch-puerto-ricanische Wurzeln. Als Teenager kehrte sie nach Chicago zurück. Mit 16 Jahren schloss sie die High School ab und studierte am Art Institute of Chicago. Anschließend leitete sie eine Luxus-Boutique. Sie besuchte außerdem das Paris Fashion Institute in Frankreich.
2005, im Alter von 19 Jahren, trat sie erstmals in einem Pornofilm auf. Ihre erste Szene hatte sie mit Yasmin Lee und Kayla Coxxx im Film T-Girls 3 für das Studio Anabolic Video. Mit 21 nahm sie eine zweijährige Pause vom Pornobusiness. Sie arbeitete als Pornodarstellerin bis 2014 und gewann in dieser Zeit einen Urban X Award, einen XBIZ Award und einen NightMoves Award in der Kategorie Transsexual Performer of the Year. Neben ihrer Pornofilmkarriere betreibt sie ihre eigene Website. Ihre Pornofilmkarriere beendete sie 2014.
2013 synchronisierte Mia Isabella den Charakter „Prostitute #1“ im Videospiel Grand Theft Auto V. 2014 trat sie in der ersten Folge der 7. Staffel von Sons of Anarchy als Pornodarstellerin bei einer Willkommensparty für Jax Teller auf.

## Privatleben
Im Alter von 18 Jahren entdeckte Mia Isabella ihre Transsexualität und begann ihre Transition. Mit 20 Jahren heiratete sie, die Ehe hielt vier Jahre. Erste geschlechtsangleichende Operationen nahm sie mit 22 Jahren vor. Dazu gehörte eine Feminisierung des Gesichtes und Brustimplantate. 2010 nahm sie weitere Angleichungen vor.
Gerüchte und Leaks über eine Beziehung zum Rapper Tyga sowie zum Quarterback Colin Kaepernick sorgten 2015 für ein erhöhtes Interesse der Presse an ihrer Person.

## Preise und Nominierungen
| Jahr | Veranstaltung    | Resultat  | Kategorie                                    | nominiert für    |
| ---- | ---------------- | --------- | -------------------------------------------- | ---------------- |
| 2010 | Urban X Award    | Nominiert | Best Ethnic Transsexual Site                 | Mia-Isabella.com |
| 2011 | AVN Award        | Nominiert | Best Alternative Web Site                    | Mia-Isabella.com |
| 2011 | AVN Award        | Nominiert | Transsexual Performer of the Year            |                  |
| 2011 | Urban X Award    | Gewonnen  | Transsexual Performer of the Year            |                  |
| 2011 | XBIZ Award       | Gewonnen  | Transsexual Performer of the Year            |                  |
| 2012 | AVN Award        | Nominiert | Transsexual Performer of the Year            |                  |
| 2012 | AVN Award        | Nominiert | Best Alternative Website                     | Mia-Isabella.com |
| 2012 | NightMoves Award | Gewonnen  | Best Transsexual Performer (Editor’s Choice) |                  |
| 2012 | XBIZ Award       | Nominiert | Transsexual Performer of the Year            |                  |
| 2012 | XBIZ Award       | Nominiert | Transsexual Site of the Year                 | Mia-Isabella.com |
| 2013 | XBIZ Award       | Nominiert | Transsexual Site of the Year                 | Mia-Isabella.com |
| 2014 | XBIZ Award       | Nominiert | Transsexual Site of the Year                 | Mia-Isabella.com |